# Parque Estadual do Biribiri
Parque Estadual Biribiri é uma reserva natural do estado de Minas Gerais.

## Localização
O Parque está localizado a cerca 300 km de Belo Horizonte, sendo a entrada do parque na cidade de Diamantina, inserido no complexo da Serra do Espinhaço, fazendo ainda parte do roteiro turístico da Estrada Real.

## Belezas Naturais
Tendo como cobertura vegetal nativa o Cerrado, Campos rupestres e floresta de galeria, ela ainda abriga como pontos de visitação a cachoeira dos Cristais, cachoeira da Sentinela, o rio Biribiri e rio Pinheiros.

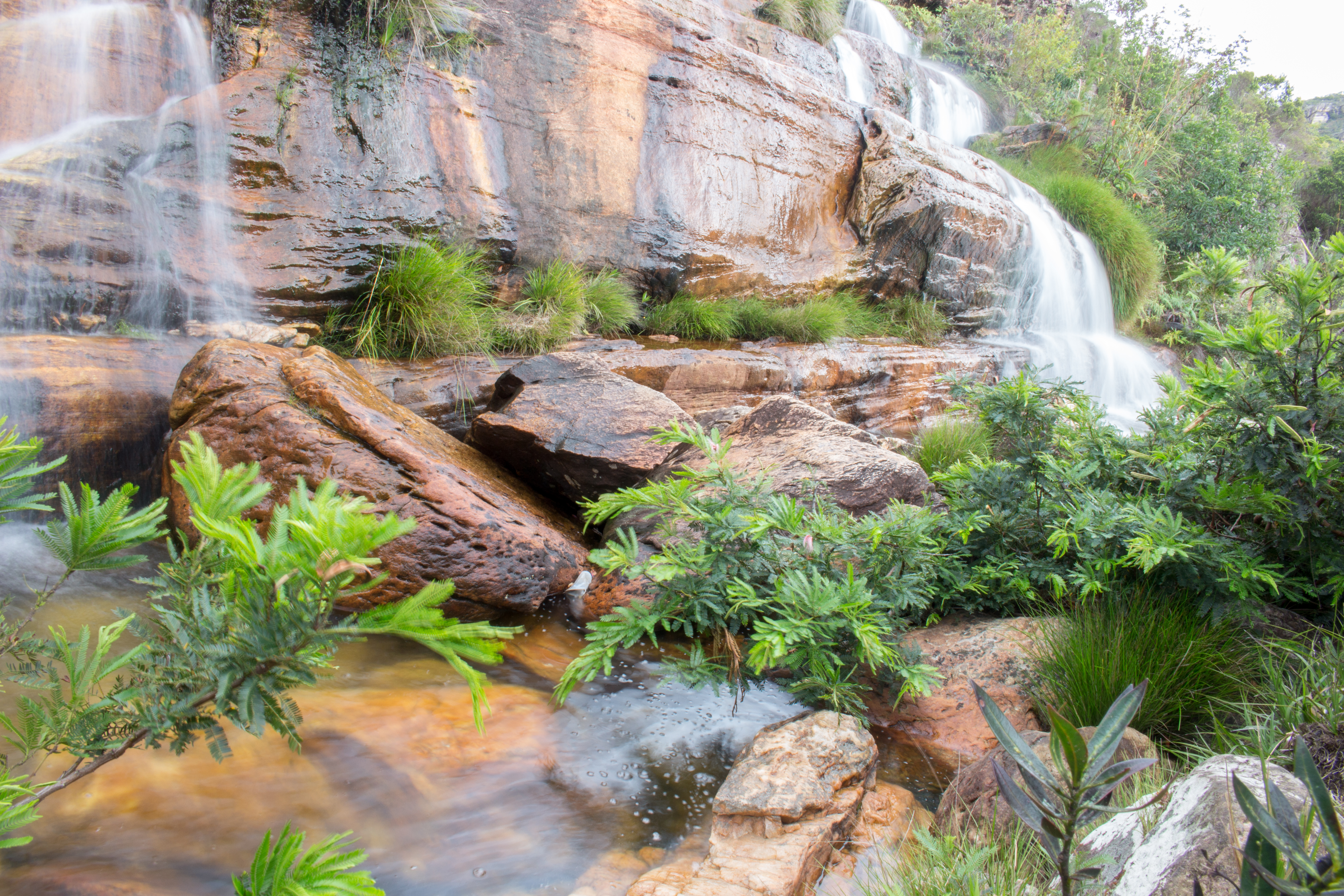
Cachoeira da Sentinela
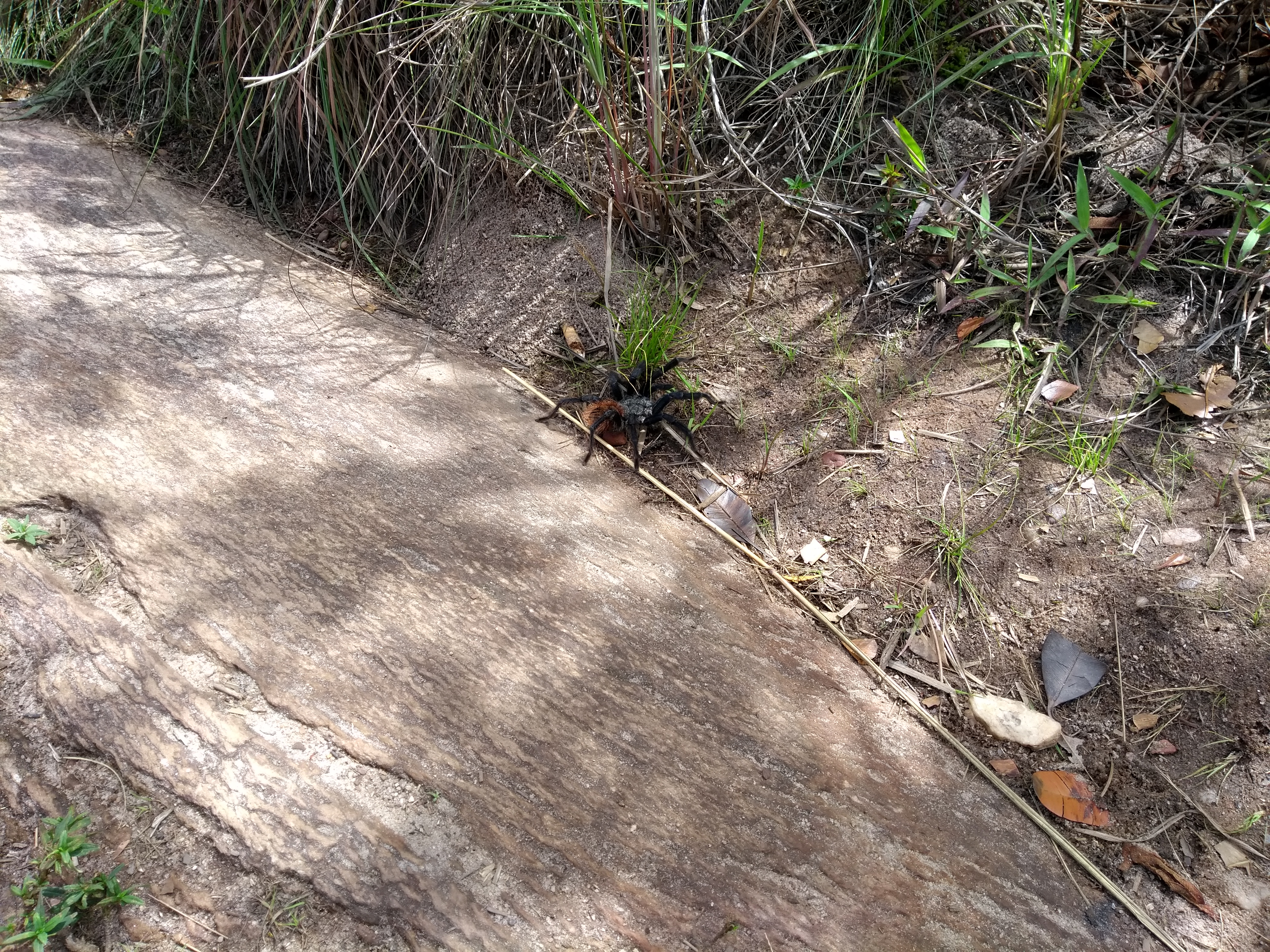
Aracnídeo não identificado fotografado no parque.
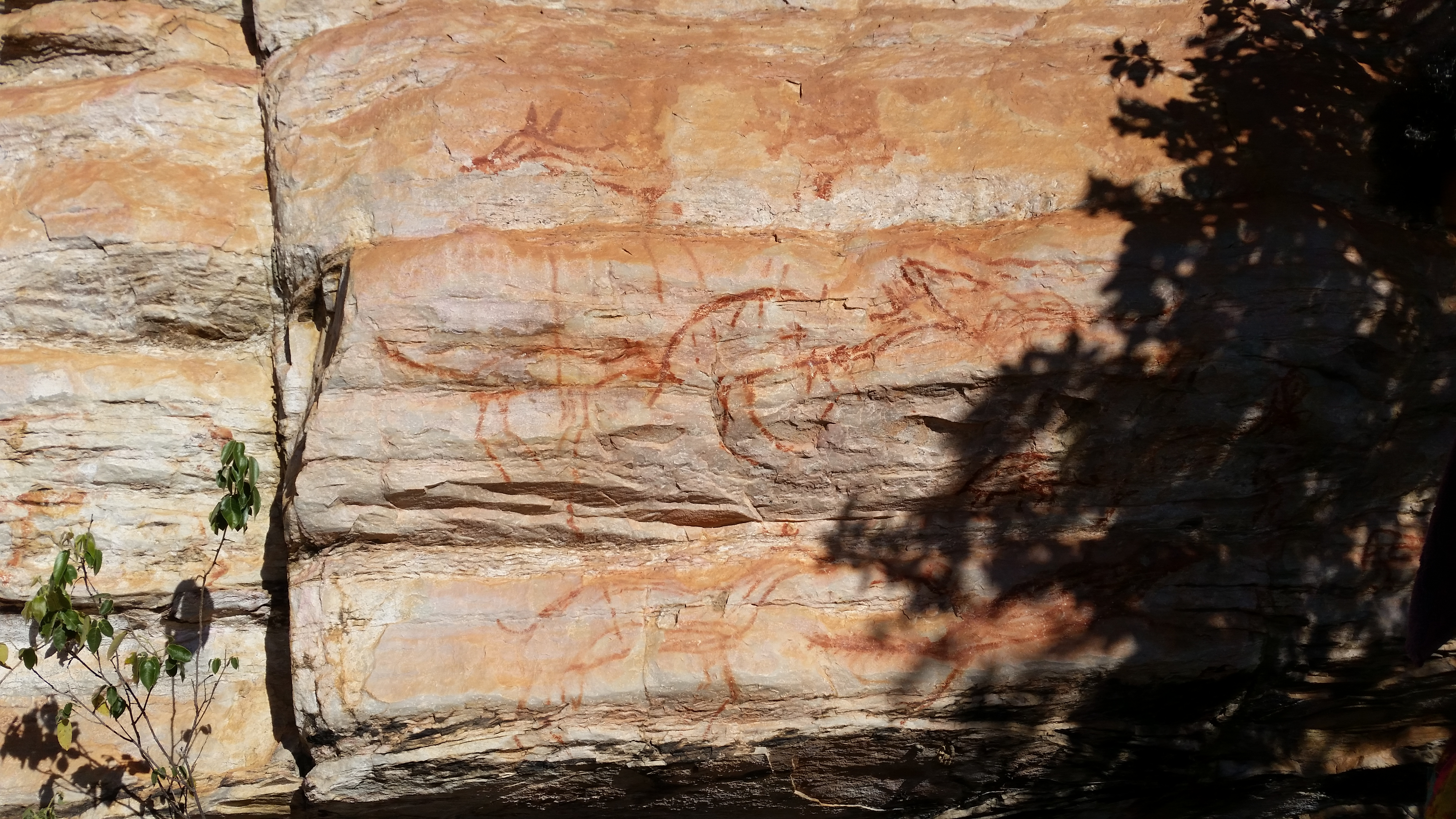
Localizadas próximo à Cachoeira Sentinela
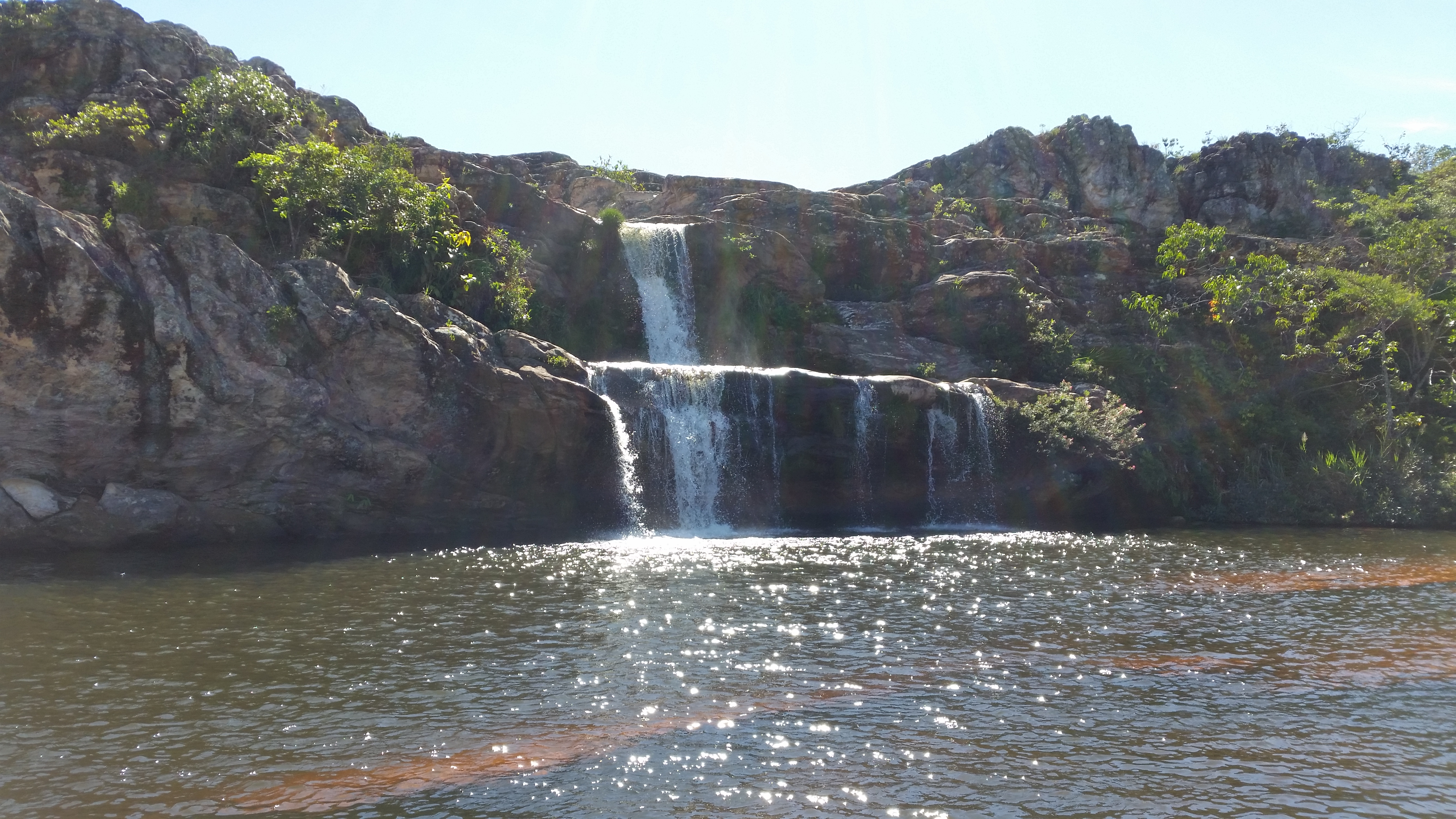
Vista frontal da cachoeira
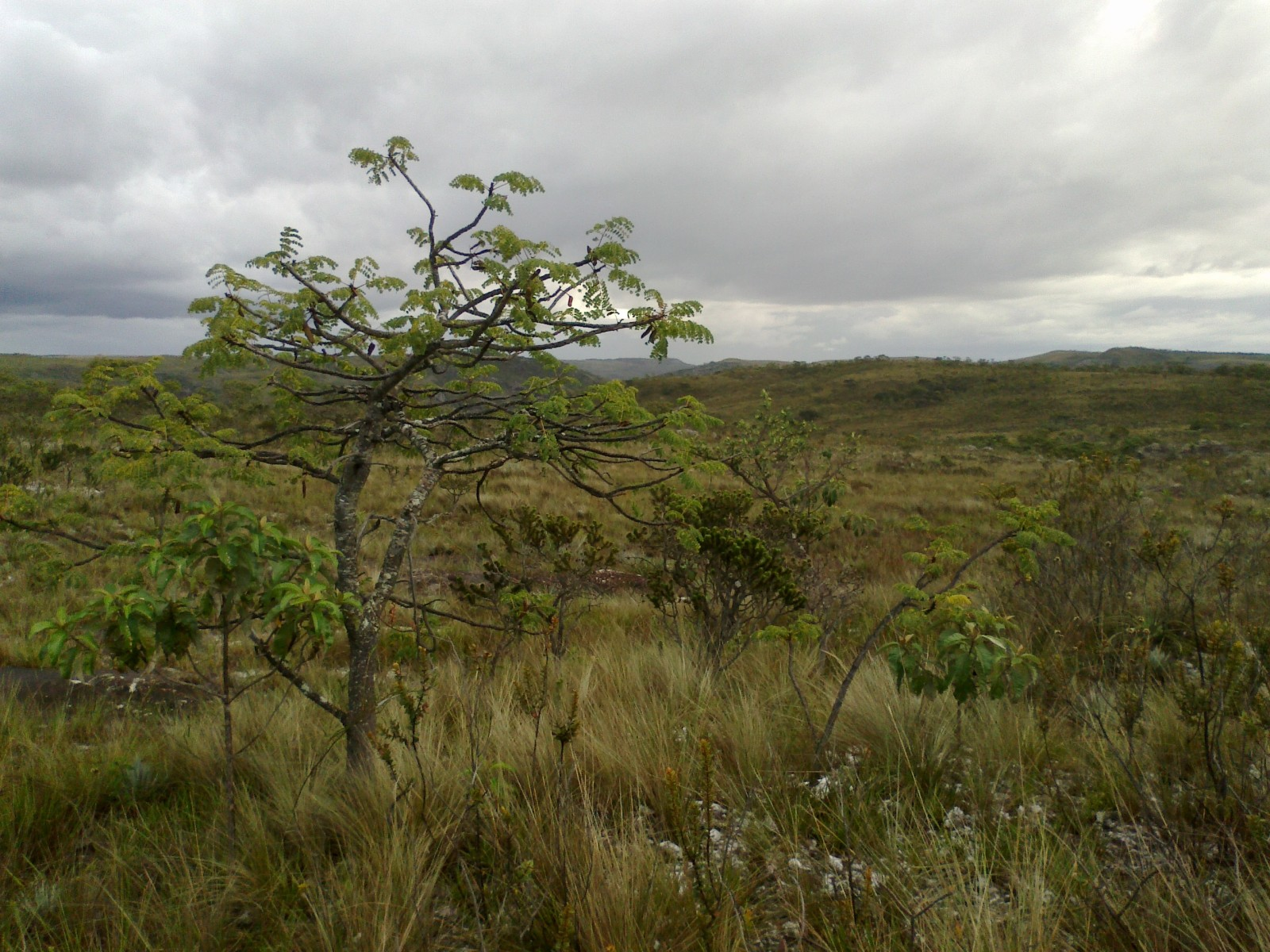
Visão da vegetação local no parque.
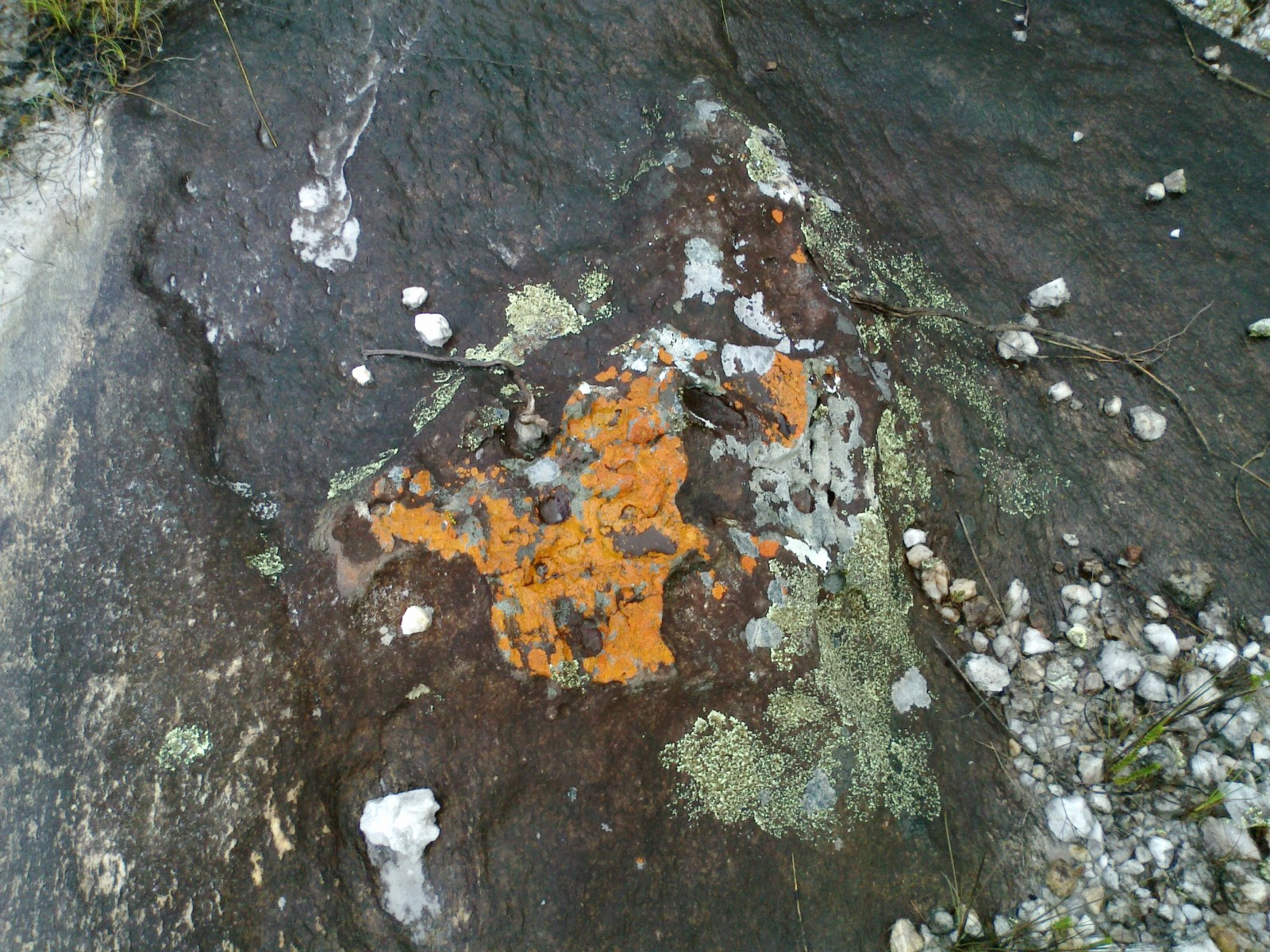
Registro das diferentes formas de vida.
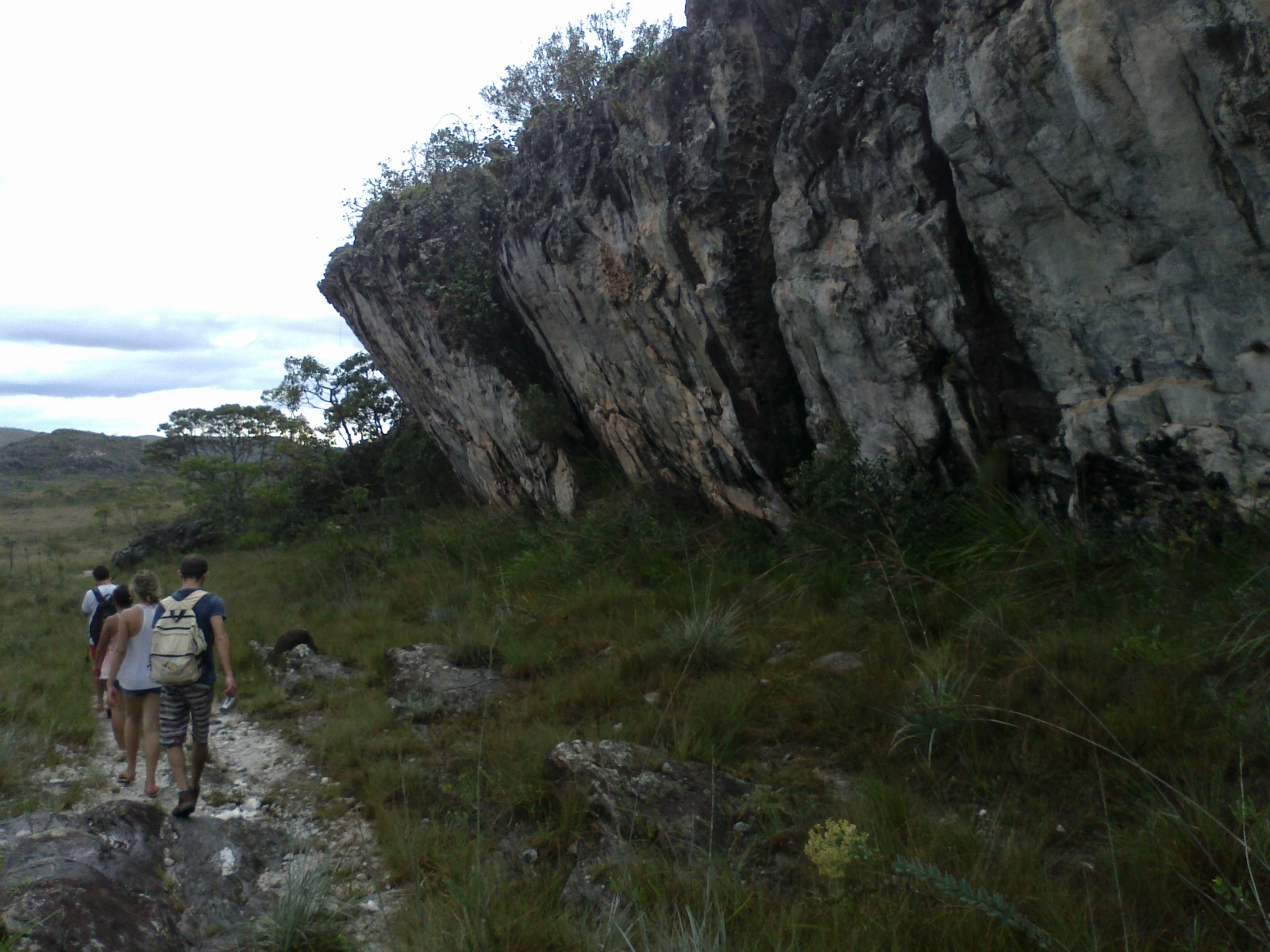
Registro de marcas da época em que a região estava no fundo do mar.
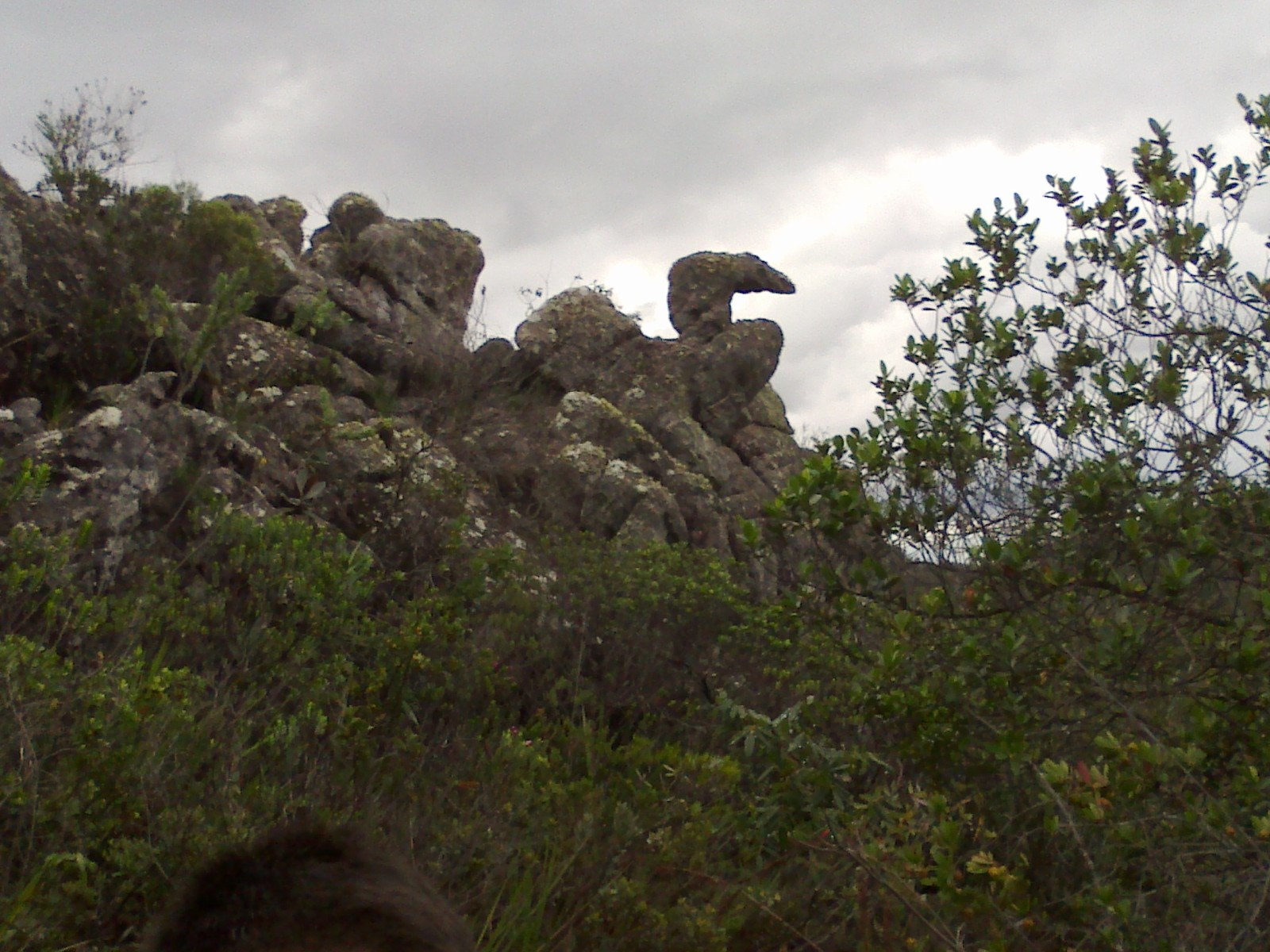
Pedra da Garça

## Vila do Biribiri
A Vila do Biribiri localizada a cerca de 13 km da entrada do parque, são construções remanescentes das instalações da Estamparia S/A, empreendimento vislumbrada pelo então Bispo Dom João Antônio dos Santos e seus irmãos Antônio Felício dos Santos e Joaquim Felício dos Santos, que jaz no único túmulo da Vila, localizado ao lado da Igreja do Sagrado Coração de Jesus.  A fábrica teve seu funcionamento entre os anos de 1876 e 1973, sendo negociada a venda de seus imóveis em 2013, os então locais de moradia para os empregados hoje funcionam como hospedaria e restaurante para os visitantes do Parque.
Pelas características das construções acabou servindo de locação para algumas produções cinematográficas tais como Xica da Silva, Dança dos bonecos, e A hora e a vez de Augusto Matraga.

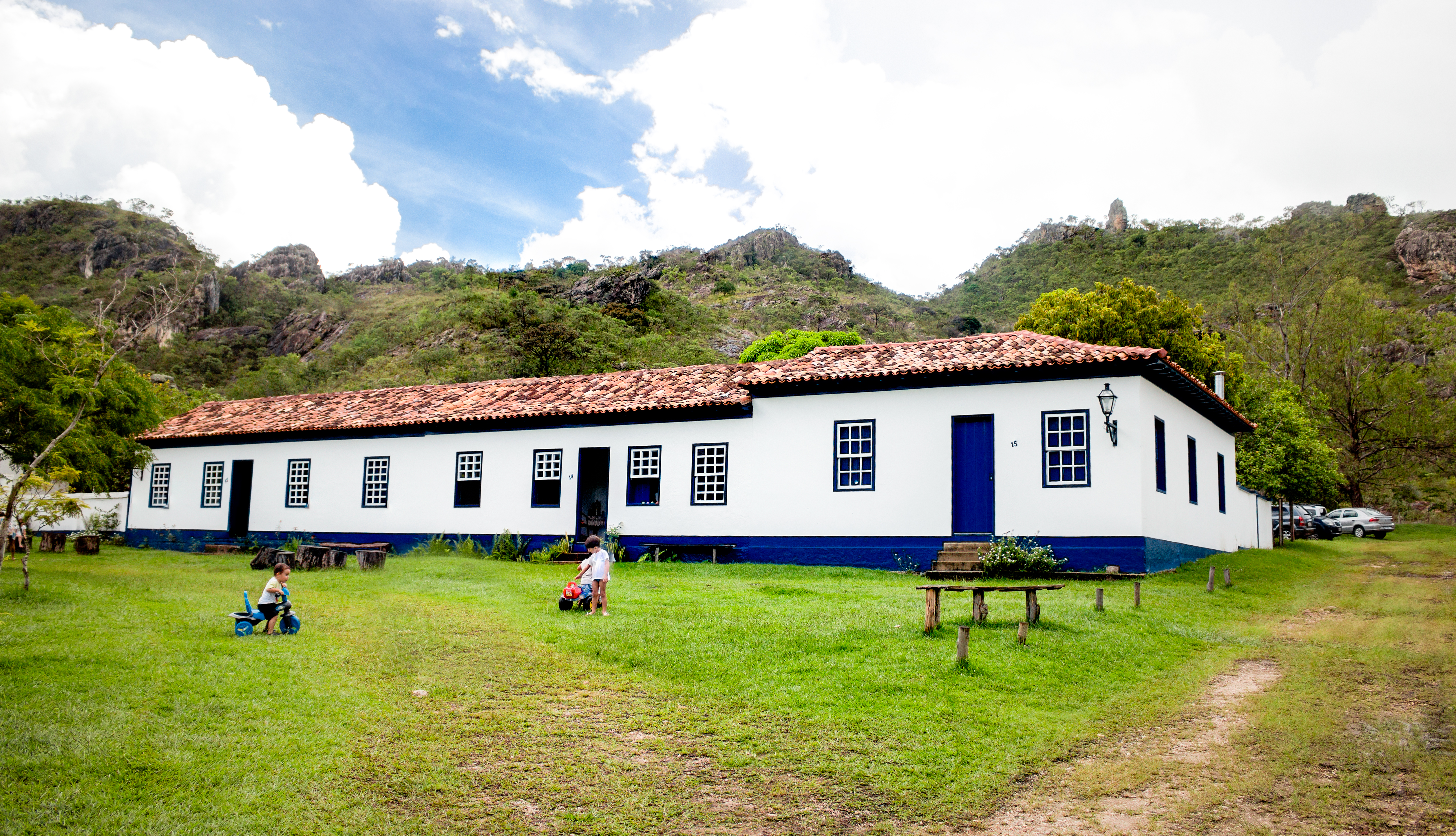
Vila no Parque Estadual do Biribiri
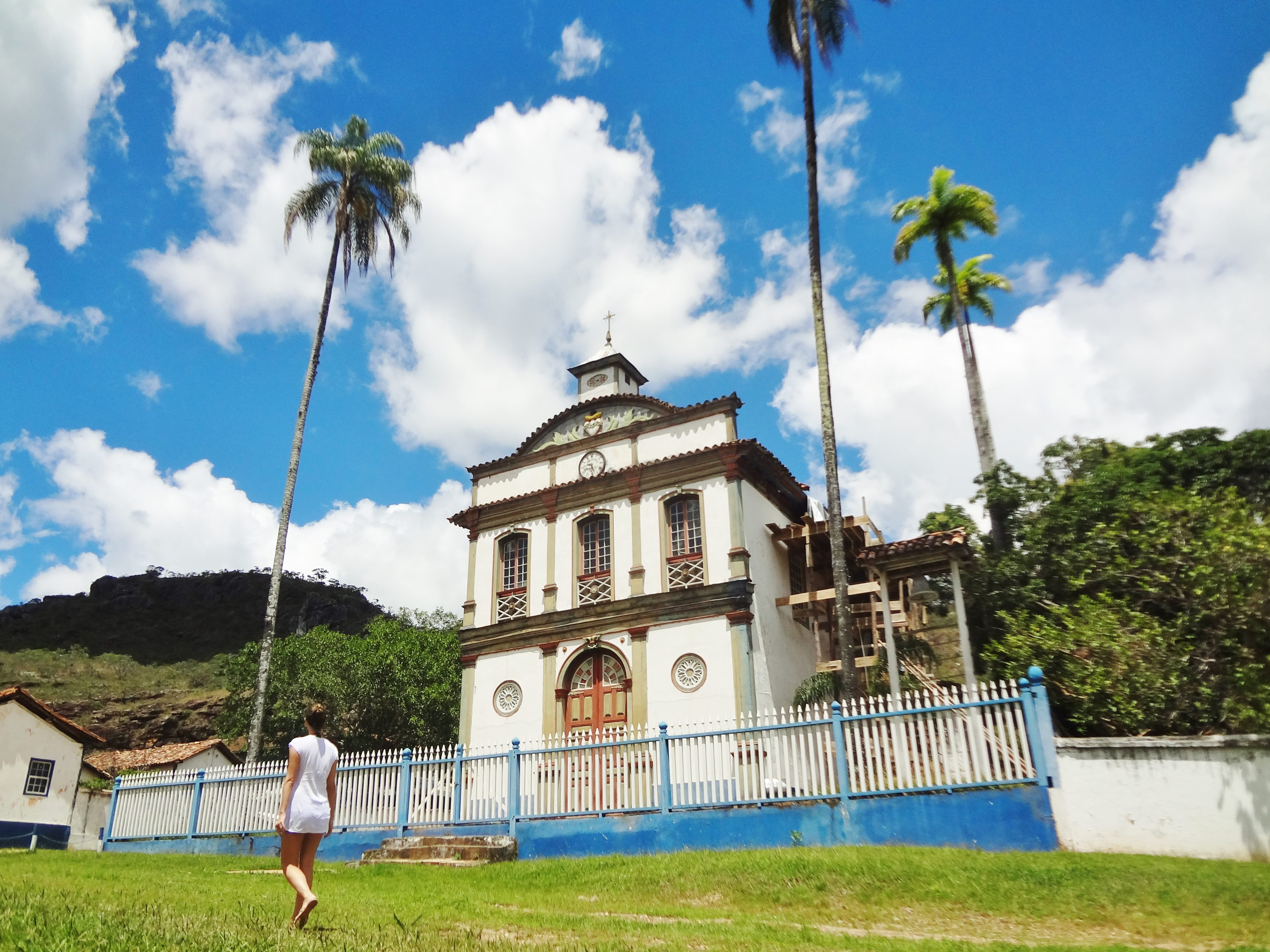
Igreja do Sagrado Coração de Jesus